# Jerry Hsu
Jerry Hsu (São José, Califórnia, 17 de dezembro de 1981) é um skatista norte-americano.